# Бранч, Мишель
Мишель Бранч (англ. Michelle Branch, род. 2 июля 1983) — американская певица и гитаристка, лауреат премии «Грэмми» 2003 года за песню «The Game of Love», записанную совместно с Карлосом Сантаной.

## Карьера
Родилась 2 июля 1983 году (Седона, Аризона, США), родители David и Peggy Branch. Её отец имеет ирландские корни, а мать голландско-индонезийское («Indo») и французское происхождение.
В начале 2000-х Бранч выпустила два успешных альбома — The Spirit Room и Hotel Paper, а также несколько синглов, которые положили начало её музыкальной карьере. В 2003 году была номинирована на премию «Грэмми» в номинации лучший новый артист. Свою карьеру певица прервала в 2004 году в связи с выходом замуж.
В 2005 году вместе со своей подругой Джессикой Харп она основала кантри-дуэт The Wreckers, который был номинирован на премию «Грэмми» за сингл «Leave the Pieces». Несмотря на свой успех, группа распалась в 2007 году, после чего Бранч продолжила свою карьеру соло.
Бранч также снялась в ряде телевизионных сериалов, таких как «Зачарованные» и «Баффи — истребительница вампиров».
В декабре 2016 года журнал Entertainment Weekly анонсировал выход нового альбома Hopeless Romantic, который в итоге вышел 7 апреля 2017 года.

## Личная жизнь
В 2004—2015 годы Мишель была замужем за басистом Тедди Ландау, от которого у неё есть дочь — Оуэн Изабель Ландау (род. 03.08.2005).
С 20 апреля 2019 года Мишель замужем за музыкантом Патриком Карни, с которым она встречалась 4 года до их свадьбы. У супругов двое детей — сын Риз Джеймс Карни (род. 28.08.2018) и дочь Уилли Жакет Карни (род. 02.02.2022).
В августе 2021 года Бранч объявила о своей беременности, и в феврале 2022 года она родила дочь, её третий ребёнок и второй совместный с Карни. 11 августа 2022 года Бранч объявила о разрыве с Карни в связи с его изменами. На следующий день Бранч была арестована по обвинению в домашнем насилии.

## Дискография

### Альбомы
- 2000 — Broken Bracelet
- 2002 — The Spirit Room
- 2003 — Hotel Paper
- 2017 — Hopeless Romantic
- 2022 — The Trouble with Fever

### EP
- 2010 — Everything Comes and Goes

### Синглы
- 2001 — Everywhere
- 2002 — All you wanted
- 2002 — Goodbye to you
- 2002 — Shaman
- 2002 — The Game Of Love (совместно с Карлосом Сантаной)
- 2003 — Are you happy now?
- 2003 — Breathe
- 2003 — Breathe — The Remixes
- 2004 — One of These Days
- 2004 — ’Til I Get Over You

## Награды и номинации

### Grammy Awards
| Год  | Номинируемая работа                   | Категория                                             | Результат |
| ---- | ------------------------------------- | ----------------------------------------------------- | --------- |
| 2003 | Michelle Branch                       | Best New Artist                                       | Номинация |
| 2003 | «The Game of Love» (вместе с Santana) | Best Pop Collaboration with Vocals                    | Победа    |
| 2004 | «Are You Happy Now?»                  | Best Female Rock Vocal Performance                    | Номинация |
| 2007 | «Leave the Pieces»                    | Best Country Performance by a Duo or Group with Vocal | Номинация |

### MTV Video Music Awards
| Год  | Номинируемая работа | Категория         | Результат |
| ---- | ------------------- | ----------------- | --------- |
| 2002 | «All You Wanted»    | Best Female Video | Номинация |
| 2002 | «All You Wanted»    | Best Pop Video    | Номинация |
| 2002 | «Everywhere»        | Viewer’s Choice   | Победа    |

### Teen Choice Awards
| Год  | Номинируемая работа | Категория              | Результат |
| ---- | ------------------- | ---------------------- | --------- |
| 2002 | Michelle Branch     | Choice Breakout Artist | Номинация |
| 2002 | «All You Wanted»    | Choice Love Song       | Номинация |
| 2002 | «All You Wanted»    | Choice Summer Song     | Номинация |
| 2003 | «The Game of Love»  | Choice Hook Up         | Номинация |